# 多治比八千足
多治比 八千足（たじひ の やちたり）は、平安時代初期の貴族。姓は真人。官位は従五位上・下総守。

## 経歴
従五位下に叙爵後、延暦16年（797年）少納言に任ぜられる。桓武朝末の延暦24年（805年）従五位上に叙せられ、延暦25年（806年）少納言に再任する。
平城朝に入り、大同3年（808年）みたび少納言に任ぜられるが、まもなく大蔵大輔に遷り、翌大同4年（809年）には下総守として地方官に転じた。

## 官歴
『日本後紀』による。
- 時期不詳：従五位下
- 延暦16年（797年） 2月15日：少納言
- 延暦24年（805年） 3月14日：従五位上
- 延暦25年（806年） 2月10日：少納言
- 大同3年（808年） 7月9日：少納言。9月5日：大蔵大輔
- 大同4年（809年） 3月11日：下総守